# Anode sacrificielle
 (août 2025).
Si vous disposez d'ouvrages ou d'articles de référence ou si vous connaissez des sites web de qualité traitant du thème abordé ici, merci de compléter l'article en donnant les références utiles à sa vérifiabilité et en les liant à la section « Notes et références ».
Une anode sacrificielle est le composant principal d'un système de protection cathodique galvanique utilisé pour protéger les structures métalliques enterrées ou immergées de la corrosion,.

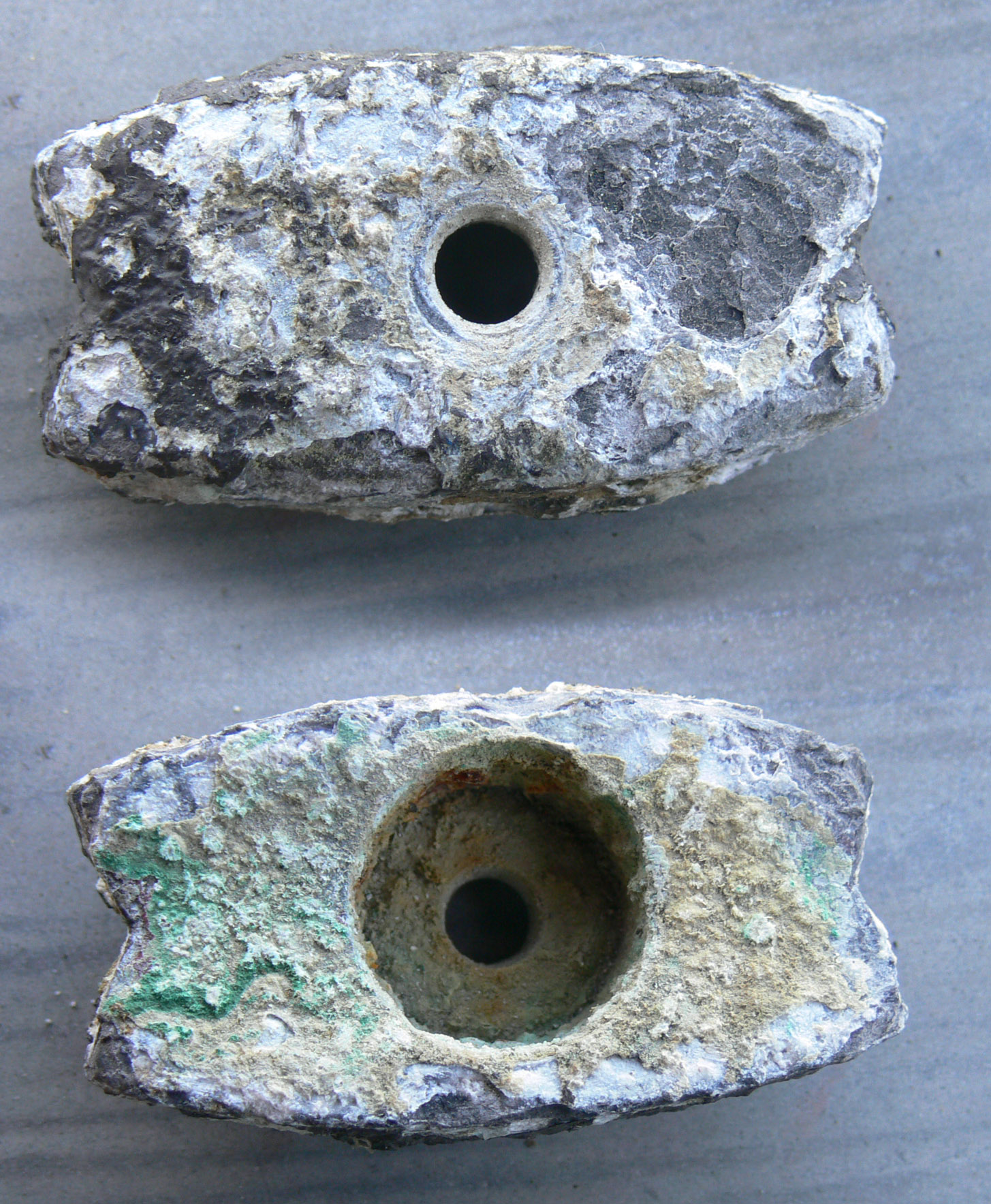
Anode sacrificielle (en partie corrodée) destinée à protéger certaines parties métalliques immergées d'une coque de bateau

On doit utiliser comme anode un métal plus réducteur que le métal à protéger.
Dans la protection cathodique de l'acier ou de métaux ferreux (par exemple sur les coques de bateaux et arbres d'hélice, piscine en acier galvanisé, etc.) par anodes sacrificielles, le zinc est souvent choisi pour son électropositivité (Zn2+), sa facilité de moulage et sa bonne réactivité en milieu agressif (chlore).